# Villarreal Club de Fútbol B
Il Villarreal Club de Fútbol B, meglio noto come Villarreal B, è una società calcistica spagnola con sede Vila-real militante attualmente in Primera Federación.

## Strutture

### Stadio
Squadra filiale del Villarreal, disputa le partite casalinghe nella Ciudad Deportiva, contenente 5.000 posti a sedere.

## Palmarès

### Altri piazzamenti
- Segunda División B:

Secondo posto: 2008-2009 (gruppo III)
Terzo posto: 2018-2019 (gruppo 3)

## Organico

### Rosa 2024-2025
Aggiornata al 11 agosto 2024.
| N. |                    | Ruolo | Calciatore         |
| -- | ------------------ | ----- | ------------------ |
| 1  | Andorra (bandiera) | P     | Iker Álvarez       |
| 2  | Spagna (bandiera)  | D     | Pau Navarro        |
| 4  | Spagna (bandiera)  | D     | Hugo Pérez         |
| 5  | Spagna (bandiera)  | D     | Abraham del Moral  |
| 8  | Spagna (bandiera)  | C     | Carlo Adriano      |
| 9  | Spagna (bandiera)  | A     | Álex Forés         |
| 10 | Spagna (bandiera)  | C     | Javier Ontiveros   |
| 11 | Spagna (bandiera)  | A     | Jorge Pascual      |
| 12 | Serbia (bandiera)  | D     | Stefan Leković     |
| 13 | Spagna (bandiera)  | P     | Miguel Ángel Morro |
| 15 | Spagna (bandiera)  | C     | Marcos Sánchez     |

| N. |                      | Ruolo | Calciatore               |
| -- | -------------------- | ----- | ------------------------ |
| 18 | Spagna (bandiera)    | D     | Carlos Romero            |
| 19 | Spagna (bandiera)    | D     | Pablo Íñiguez (capitano) |
| 20 | Spagna (bandiera)    | C     | Ilias Akhomach           |
| 21 | Spagna (bandiera)    | C     | Rodri                    |
| 22 | Argentina (bandiera) | C     | Tiago Geralnik           |
| 23 | Spagna (bandiera)    | D     | Víctor Moreno            |
| 24 | Uruguay (bandiera)   | A     | Andrés Ferrari           |
| 29 | Spagna (bandiera)    | D     | Antonio Espigares        |
| 35 | Spagna (bandiera)    | P     | Rubén Gómez              |

### Rosa 2023-2024
Aggiornata al 29 ottobre 2023.
| N. |                    | Ruolo | Calciatore         |
| -- | ------------------ | ----- | ------------------ |
| 1  | Andorra (bandiera) | P     | Iker Álvarez       |
| 2  | Spagna (bandiera)  | D     | Adrià Altimira     |
| 3  | Spagna (bandiera)  | D     | Dani Tasende       |
| 4  | Spagna (bandiera)  | D     | Hugo Pérez         |
| 5  | Spagna (bandiera)  | D     | Abraham del Moral  |
| 6  | Spagna (bandiera)  | C     | Alberto del Moral  |
| 7  | Spagna (bandiera)  | C     | Diego Collado      |
| 8  | Spagna (bandiera)  | C     | Carlo Adriano      |
| 9  | Spagna (bandiera)  | A     | Álex Forés         |
| 10 | Spagna (bandiera)  | C     | Javier Ontiveros   |
| 11 | Spagna (bandiera)  | A     | Jorge Pascual      |
| 12 | Serbia (bandiera)  | D     | Stefan Leković     |
| 13 | Spagna (bandiera)  | P     | Miguel Ángel Morro |

| N. |                      | Ruolo | Calciatore               |
| -- | -------------------- | ----- | ------------------------ |
| 14 | Spagna (bandiera)    | C     | Aitor Gelardo            |
| 15 | Spagna (bandiera)    | C     | Marcos Sánchez           |
| 16 | Spagna (bandiera)    | D     | Lanchi                   |
| 17 | Spagna (bandiera)    | A     | Fabio Blanco             |
| 18 | Spagna (bandiera)    | D     | Carlos Romero            |
| 19 | Spagna (bandiera)    | D     | Pablo Íñiguez (capitano) |
| 20 | Spagna (bandiera)    | C     | Ilias Akhomach           |
| 21 | Spagna (bandiera)    | C     | Rodri                    |
| 22 | Argentina (bandiera) | C     | Tiago Geralnik           |
| 23 | Spagna (bandiera)    | D     | Víctor Moreno            |
| 24 | Uruguay (bandiera)   | A     | Andrés Ferrari           |
| 29 | Spagna (bandiera)    | D     | Antonio Espigares        |
| 35 | Spagna (bandiera)    | P     | Rubén Gómez              |

### Rosa 2022-2023
Aggiornata al 7 febbraio 2023.
| N. |                    | Ruolo | Calciatore                     |
| -- | ------------------ | ----- | ------------------------------ |
| 2  | Spagna (bandiera)  | D     | Miguel Leal                    |
| 3  | Spagna (bandiera)  | D     | Dani Tasende                   |
| 4  | Spagna (bandiera)  | D     | Adrián de la Fuente (capitano) |
| 5  | Spagna (bandiera)  | D     | Sergio Carreira                |
| 6  | Spagna (bandiera)  | C     | Alberto del Moral              |
| 7  | Spagna (bandiera)  | C     | Diego Collado                  |
| 8  | Spagna (bandiera)  | C     | Carlo García                   |
| 9  | Spagna (bandiera)  | A     | Álex Millán                    |
| 10 | Spagna (bandiera)  | C     | Javier Ontiveros               |
| 11 | Spagna (bandiera)  | A     | Fer Niño                       |
| 12 | Spagna (bandiera)  | C     | Iker Goujón                    |
| 13 | Andorra (bandiera) | P     | Iker Álvarez                   |
| 14 | Francia (bandiera) | C     | Haissem Hassan                 |

| N. |                      | Ruolo | Calciatore        |
| -- | -------------------- | ----- | ----------------- |
| 15 | Russia (bandiera)    | C     | Nikita Iosifov    |
| 16 | Spagna (bandiera)    | C     | Ramón Terrats     |
| 17 | Spagna (bandiera)    | A     | Álex Forés        |
| 18 | Spagna (bandiera)    | D     | Carlos Romero     |
| 19 | Spagna (bandiera)    | D     | Pablo Íñiguez     |
| 20 | Spagna (bandiera)    | C     | Antonio Pacheco   |
| 21 | Spagna (bandiera)    | C     | Sergio Lozano     |
| 22 | Argentina (bandiera) | C     | Tiago Geralnik    |
| 23 | Senegal (bandiera)   | D     | Mamadou Fall      |
| 24 | Ecuador (bandiera)   | D     | Liberman Torres   |
| 25 | Spagna (bandiera)    | P     | Gianni Cassaro    |
| 27 | Spagna (bandiera)    | D     | Abraham del Moral |
| 32 | Argentina (bandiera) | A     | Thiago Ojeda      |

### Rosa 2012-2013
| N. |                       | Ruolo | Calciatore            |
| -- | --------------------- | ----- | --------------------- |
| 1  | Spagna (bandiera)     | P     | Vicente Flor          |
| 2  | Spagna (bandiera)     | D     | Mario Gaspar          |
| 3  | Spagna (bandiera)     | D     | Héctor Sánchez        |
| 4  | Spagna (bandiera)     | D     | Kiko                  |
| 5  | Brasile (bandiera)    | D     | Tiago Dutra           |
| 6  | Argentina (bandiera)  | C     | Facundo Coria         |
| 8  | Spagna (bandiera)     | C     | Marcos Gullon         |
| 9  | Paraguay (bandiera)   | A     | Hernàn Perèz          |
| 10 | Spagna (bandiera)     | A     | Marcelo Xavier Alonso |
| 11 | Spagna (bandiera)     | C     | Gerard Bordas         |
| 13 | Portogallo (bandiera) | D     | Mano                  |
| 15 | Uruguay (bandiera)    | C     | Robert Mario Flores   |

| N. |                     | Ruolo | Calciatore                   |
| -- | ------------------- | ----- | ---------------------------- |
| 18 | Paraguay (bandiera) | C     | Hernán Pérez                 |
| 20 | Spagna (bandiera)   | C     | Nacho Insa                   |
| 21 | Spagna (bandiera)   | D     | José Catalá                  |
| 22 | Spagna (bandiera)   | D     | Mario Gaspar                 |
| 23 | Ecuador (bandiera)  | A     | Jefferson Montero            |
| 24 | Spagna (bandiera)   | C     | David Lázaro                 |
| 25 | Spagna (bandiera)   | P     | Juan Carlos Sánchez Martínez |
| 26 | Spagna (bandiera)   | D     | Carlos Tomás                 |
| 37 | Spagna (bandiera)   | A     | Fofo                         |
| 42 | Spagna (bandiera)   | C     | Fernando Llorente Mañas      |
| 43 | Spagna (bandiera)   | A     | David Cubillas               |

### Rosa 2010-2011
| N. |                      | Ruolo | Calciatore      |
| -- | -------------------- | ----- | --------------- |
| 1  | Spagna (bandiera)    | P     | Vicente Flor    |
| 2  | Spagna (bandiera)    | D     | Javi Costa      |
| 3  | Spagna (bandiera)    | D     | Joan Oriol      |
| 4  | Spagna (bandiera)    | D     | Kiko            |
| 5  | Spagna (bandiera)    | D     | Edu Caballer    |
| 6  | Spagna (bandiera)    | C     | Marcos Gullón   |
| 7  | Spagna (bandiera)    | C     | Cristóbal       |
| 8  | Spagna (bandiera)    | C     | Javier Matilla  |
| 9  | Argentina (bandiera) | A     | Marco Rubén     |
| 10 | Spagna (bandiera)    | A     | Joan Tomás      |
| 11 | Spagna (bandiera)    | C     | Gerard Bordas   |
| 13 | Argentina (bandiera) | P     | Valentín Brasca |
| 15 | Uruguay (bandiera)   | C     | Robert Flores   |

| N. |                     | Ruolo | Calciatore        |
| -- | ------------------- | ----- | ----------------- |
| 18 | Paraguay (bandiera) | C     | Hernán Pérez      |
| 20 | Spagna (bandiera)   | C     | Nacho Insa        |
| 21 | Spagna (bandiera)   | D     | José Catalá       |
| 22 | Spagna (bandiera)   | D     | Mario Gaspar      |
| 23 | Ecuador (bandiera)  | A     | Jefferson Montero |
| 24 | Spagna (bandiera)   | C     | David Lázaro      |
| 25 | Spagna (bandiera)   | P     | Juan Carlos       |
| 26 | Spagna (bandiera)   | D     | Carlos Tomás      |
| 37 | Spagna (bandiera)   | A     | Fofo              |
| 42 | Spagna (bandiera)   | C     | Fernando Llorente |
| 43 | Spagna (bandiera)   | A     | David Cubillas    |
|    | Spagna (bandiera)   | C     | Iago Falqué       |

### Rosa 2009-2010
| N. |                      | Ruolo | Calciatore      |
| -- | -------------------- | ----- | --------------- |
| 1  | Spagna (bandiera)    | P     | Vicente Flor    |
| 2  | Spagna (bandiera)    | D     | Javi Costa      |
| 3  | Spagna (bandiera)    | D     | Joan Oriol      |
| 4  | Spagna (bandiera)    | D     | Kiko            |
| 5  | Spagna (bandiera)    | D     | Edu Caballer    |
| 6  | Spagna (bandiera)    | C     | Marcos Gullón   |
| 7  | Spagna (bandiera)    | C     | Cristóbal       |
| 8  | Spagna (bandiera)    | C     | Javier Matilla  |
| 9  | Argentina (bandiera) | A     | Marco Rubén     |
| 10 | Spagna (bandiera)    | A     | Joan Tomás      |
| 11 | Spagna (bandiera)    | C     | Gerard Bordas   |
| 13 | Argentina (bandiera) | P     | Valentín Brasca |
| 15 | Uruguay (bandiera)   | C     | Robert Flores   |

| N. |                      | Ruolo | Calciatore        |
| -- | -------------------- | ----- | ----------------- |
| 17 | Argentina (bandiera) | D     | Mateo Musacchio   |
| 18 | Paraguay (bandiera)  | C     | Hernán Pérez      |
| 20 | Spagna (bandiera)    | C     | Nacho Insa        |
| 21 | Spagna (bandiera)    | D     | José Catalá       |
| 22 | Spagna (bandiera)    | D     | Mario Gaspar      |
| 23 | Ecuador (bandiera)   | A     | Jefferson Montero |
| 24 | Spagna (bandiera)    | C     | David Lázaro      |
| 25 | Spagna (bandiera)    | P     | Juan Carlos       |
| 26 | Spagna (bandiera)    | D     | Carlos Tomás      |
| 37 | Spagna (bandiera)    | A     | Fofo              |
| 42 | Spagna (bandiera)    | C     | Fernando Llorente |
| 43 | Spagna (bandiera)    | A     | David Cubillas    |